# Ilnacora vittifrons
Ilnacora vittifrons är en insektsart som beskrevs av Knight 1963. Ilnacora vittifrons ingår i släktet Ilnacora och familjen ängsskinnbaggar. Inga underarter finns listade i Catalogue of Life.